# Smithfield (Kumbria)
Smithfield – wieś w Anglii, w Kumbrii, w dystrykcie (unitary authority) Cumberland. Leży 11 km na północny wschód od miasta Carlisle i 427 km na północny zachód od Londynu.